# Blanca Palmer Soler
Blanca Palmer Soler (Gandia, 10 febbraio 1999) è una taekwondoka spagnola.

## Palmarès
- Europei

Montreux 2016: argento nei 46 kg.